# Vouvray (Indre y Loira)
 Vouvray  es una población y comuna francesa, situada en la región de Centro, departamento de Indre y Loira, en el distrito de Tours y cantón de Vouvray.

## Demografía
| 2753 | 2725 | 2606 | 2469 | 2933 | 3046 |
| Para los censos de 1962 a 1999 la población legal corresponde a la población sin duplicidades (Fuente: INSEE [Consultar]) |      |      |      |      |      |